# Johanniskirchen

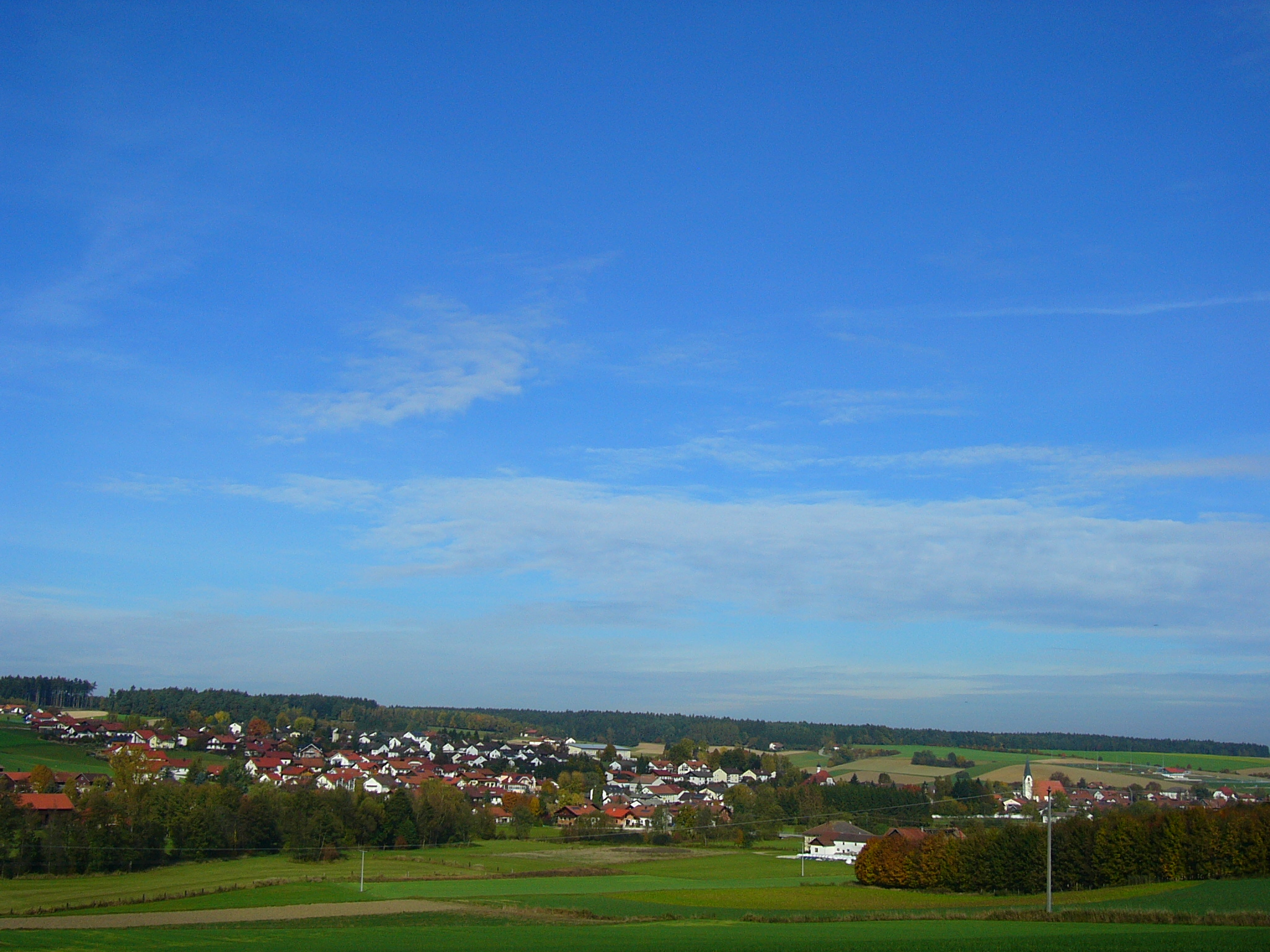
Johanniskirchen (nach Westen gesehen)

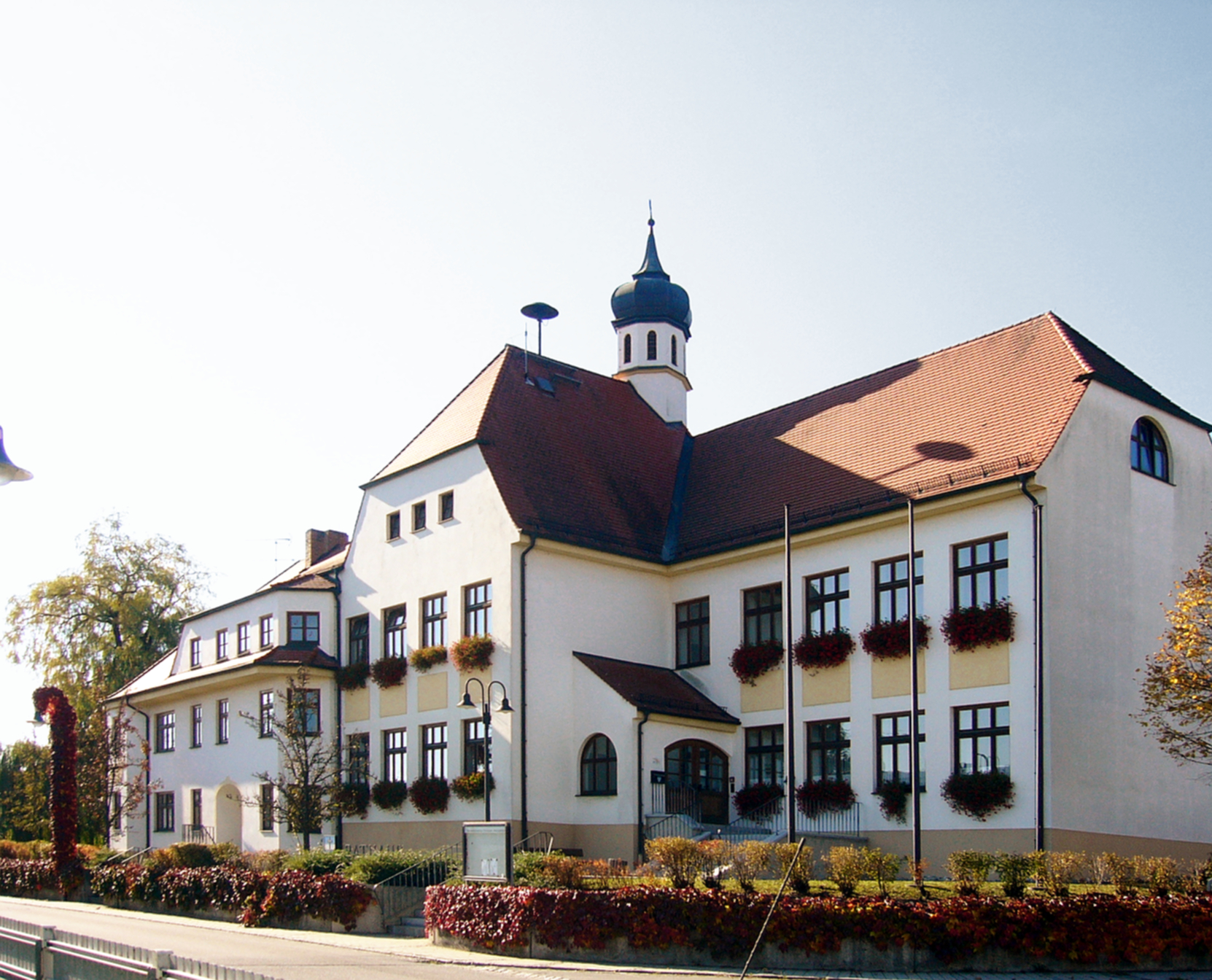
Das Rathaus der Gemeinde

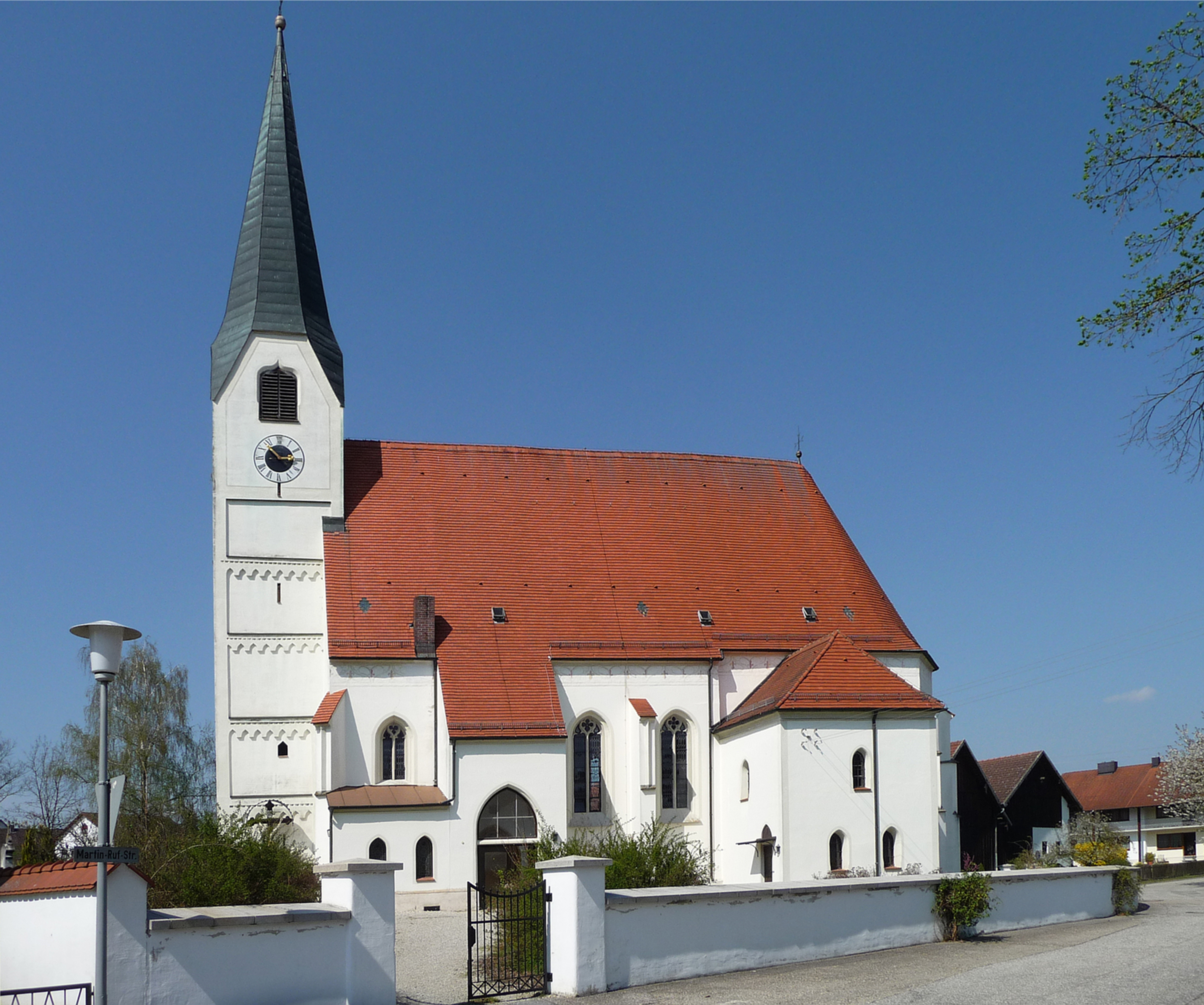
Die Pfarrkirche Johannes d. T.

Johanniskirchen ist eine Gemeinde im niederbayerischen Landkreis Rottal-Inn. Das gleichnamige Pfarrdorf ist Sitz der Gemeindeverwaltung.

## Geografie

### Geografische Lage
Johanniskirchen liegt in der Region Landshut im Tal des Sulzbachs, eines südlichen Nebenflusses der Vils. Die Ortschaft Johanniskirchen befindet sich etwa 13 km nördlich der Kreisstadt Pfarrkirchen, 18 km nordwestlich von Bad Birnbach, 23 km südwestlich von Vilshofen, 24 km südlich von Osterhofen und 32 km südöstlich von Landau. Der nächstgelegene Bahnhof ist in Pfarrkirchen zu finden.

### Gemeindegliederung
Es gibt 45 Gemeindeteile:
- Ammersdorf
- Apfelbach
- Bahnzaun
- Bockenbach
- Brand
- Brunndobl
- Dannschachten
- Dummeldorf
- Eggersdorf
- Emmersdorf
- Erlbach
- Fabach
- Gerbersdorf
- Gietzering
- Guteneck
- Habach
- Haibach
- Haidendorf
- Johanniskirchen
- Karlsweiler
- Kraham
- Krohstorf
- Lapperding
- Lengham
- Miesing
- Mödlsbach
- Oberstadl
- Riegeröd
- Sarzen
- Schaföd
- Schornbach
- Schratzmühle
- Schuhöd
- Schwaig
- Schwaigeröd
- Solla
- Stockham
- Stroblöd
- Unterbubach
- Unterstadl
- Weihern
- Wieglöd
- Windbaising
- Windfurth
- Wolfstriegl

Es gibt die Gemarkungen Dummeldorf, Emmersdorf und Johanniskirchen.

## Geschichte

### Bis zur Gemeindegründung
Urkundlich erschien Johanniskirchen erstmals 1130 als Säkularpfarrei freier bischöflicher Kollation (Verleihung).
Johanniskirchen gehörte zum Rentamt Landshut und zum Landgericht Pfarrkirchen des Kurfürstentums Bayern. Im Zuge der Verwaltungsreformen in Bayern entstand mit dem Gemeindeedikt von 1818 die Gemeinde.

### Eingemeindungen
Die Gemeinde Dummeldorf wurde 1946 eingegliedert. Oberstadl kam aus der ehemaligen Gemeinde Mitterhausen am 1. Januar 1972 hinzu. Am 1. Juli 1972 folgte die Gemeinde Emmersdorf. Am gleichen Tag wurde der Landkreis Eggenfelden, zu dem die Gemeinde bis dahin gehörte, aufgelöst, Johanniskirchen kam zum Landkreis Rottal, der 1973 in Rottal-Inn umbenannt wurde.

### Einwohnerentwicklung
Zwischen 1988 und 2018 wuchs die Gemeinde von 2321 auf 2521 Einwohner bzw. um 8,6 %.
| Stand     | 1961 | 1970 | 1987 | 1991 | 1995 | 2000 | 2005 | 2010 | 2015 | 2020 |
| --------- | ---- | ---- | ---- | ---- | ---- | ---- | ---- | ---- | ---- | ---- |
| Einwohner | 2315 | 2288 | 2335 | 2428 | 2468 | 2486 | 2458 | 2449 | 2447 | 2506 |

## Politik

### Gemeinderat
Die Gemeinderatswahl 2020 hatte folgendes Ergebnis:
- CSU: 41,9 % (6 Sitze)
- Freie Wähler: 58,1 % (8 Sitze)

### Bürgermeister
Ehrenamtlicher Erster Bürgermeister ist Max Maier (Freie Wähler). Er ist seit 1. Mai 2014 im Amt.

### Wappen
| Wappen der Gemeinde Johanniskirchen | Blasonierung: „Über silbernem Wellenschildfuß in Blau ein silberner Balken, überdeckt von einem wachsenden goldenen Kreuzstab.“ |
| Wappen der Gemeinde Johanniskirchen | Wappenbegründung: Der Wellenschildfuß versinnbildlicht als Gewässersymbol die Lage der Gemeinde am Sulzbach. Der Kreuzstab ist ein Attribut des Kirchenpatrons Johannes des Täufers und zugleich eine symbolische Darstellung des Gemeindenamens Johanniskirchen. Der silberne Balken im blauen Feld findet sich sowohl im Wappen der Grafen von Hals, zu deren Machtbereich das Gemeindegebiet gehörte, als auch im Wappen der Halser Ministerialen, der Reinolde von Pörndorf und Guteneck, die im 14. und Anfang des 15. Jahrhunderts für die Geschichte von Johanniskirchen (für die zur Hofmark Dummeldorf gehörenden Anwesen) und Emmersdorf (Hofmark Pörndorf) als Grund- und Niedergerichtsherren eine wichtige Rolle spielten. Dieses Wappen wird seit 1974 geführt. |

## Sehenswürdigkeiten
- Burg Guteneck
- Die Pfarrkirchen in Johanniskirchen und Emmersdorf und die Wallfahrtskirche in Guteneck
- Das Rathaus in Johanniskirchen

- Ein Geotop befindet sich in der alten Kiesgrube in Kraham (Koordinaten: 48° 31′ 5″ N, 12° 56′ 41″ O).

Vereine bieten eine große Auswahl an Freizeitaktivitäten.

## Wirtschaft und Infrastruktur
Vor allem das Handwerk (Holz, Metall) ist in Johanniskirchen weit verbreitet. Aber auch viele Dienstleistungen werden angeboten (Friseure, Versicherung). Die Grundversorgung ist durch viele Geschäfte gesichert.
Es gibt vier Freiwillige Feuerwehren (Johanniskirchen, Emmersdorf, Mödlsbach, Unterbubach), zwei Schulen (Haupt- und Grundschule), einen Kindergarten, zwei Allgemeinärzte und einen Zahnarzt. In Johanniskirchen-Schornbach befindet sich das Heil-Kunde-Zentrum des Psychotherapeuten und Esoterikers Ruediger Dahlke.
Busverbindungen bestehen nach Eggenfelden, Pfarrkirchen und teilweise auch nach Arnstorf.

### Wirtschaft einschließlich Land- und Forstwirtschaft
Im Jahr 2021 gab es nach der amtlichen Statistik im produzierenden Gewerbe 412 und in sonstigen Wirtschaftsbereichen waren es 213 Personen. Sozialversicherungspflichtig Beschäftigte am Wohnort gab es 1062. Im verarbeitenden Gewerbe gab es sechs, im Bauhauptgewerbe sechs Betriebe. Zudem bestanden im Jahr 2020 58 landwirtschaftliche Betriebe mit einer landwirtschaftlich genutzten Fläche von 1936 ha, davon waren 1567 ha Ackerfläche.

### Bildung
2022 gab es folgende Einrichtungen:
- eine Kindertagesstätte: 90 Kindergartenplätze mit 84 Kindern
- zwei Volksschulen: sieben Lehrer und 97 Schüler
- Bücherei (Stand 2017)

## Persönlichkeiten
- Johann Baptist Arbinger (1819–1890), römisch-katholischer Geistlicher, Politiker